# Olga Hahn-Neurath
Olga Hahn-Neurath (en hebreo: אולגה האן-נוירת‎ 20 de julio de 1882 - 20 de julio de 1937) fue una matemática y filósofa austríaca. Fue miembro del Círculo de Viena. Era hermana del matemático Hans Hahn y esposa de Otto Neurath, ambos también miembros del Círculo de Viena.